# Sanjar Shoahmedov
Sanjar Shoahmedov (Tashkent, 23 settembre 1990) è un calciatore uzbeko, centrocampista del Xorazm.

## Statistiche

### Cronologia presenze e reti in nazionale
| Cronologia completa delle presenze e delle reti in nazionale ― Uzbekistan | Cronologia completa delle presenze e delle reti in nazionale ― Uzbekistan | Cronologia completa delle presenze e delle reti in nazionale ― Uzbekistan | Cronologia completa delle presenze e delle reti in nazionale ― Uzbekistan | Cronologia completa delle presenze e delle reti in nazionale ― Uzbekistan | Cronologia completa delle presenze e delle reti in nazionale ― Uzbekistan | Cronologia completa delle presenze e delle reti in nazionale ― Uzbekistan | Cronologia completa delle presenze e delle reti in nazionale ― Uzbekistan |
| Data                                                                      | Città                                                                     | In casa                                                                   | Risultato                                                                 | Ospiti                                                                    | Competizione                                                              | Reti                                                                      | Note                                                                      |
| ------------------------------------------------------------------------- | ------------------------------------------------------------------------- | ------------------------------------------------------------------------- | ------------------------------------------------------------------------- | ------------------------------------------------------------------------- | ------------------------------------------------------------------------- | ------------------------------------------------------------------------- | ------------------------------------------------------------------------- |
| 27-5-2014                                                                 | Tashkent                                                                  | Uzbekistan                                                                | 0 – 1                                                                     | Oman                                                                      | Amichevole                                                                | -                                                                         | 54’                                                                       |
| 14-2-2016                                                                 | Dubai                                                                     | Uzbekistan                                                                | 2 – 0                                                                     | Libano                                                                    | Amichevole                                                                | -                                                                         | ?’                                                                        |
| 5-9-2019                                                                  | Al-Ram                                                                    | Palestina                                                                 | 2 – 0                                                                     | Uzbekistan                                                                | Qual. Mondiali 2022                                                       | -                                                                         | 63’                                                                       |
| 9-9-2019                                                                  | Amman                                                                     | Iraq                                                                      | 0 – 0                                                                     | Uzbekistan                                                                | Amichevole                                                                | -                                                                         | 64’                                                                       |
| Totale                                                                    |                                                                           | Presenze                                                                  | 4                                                                         |                                                                           | Reti                                                                      | 0                                                                         |                                                                           |

## Palmarès

### Club

#### Competizioni nazionali
- Supercoppa dell'Uzbekistan: 1

Lokomotiv Tashkent: 2015
- Campionato uzbeko: 3

Lokomotiv Tashkent: 2016, 2017, 2018
- Coppa dell'Uzbekistan: 2

Lokomotiv Tashkent: 2016, 2017